# Garde partagée en droit américain
Pour un article plus général, voir Garde partagée.
La garde partagée (anglais : shared custody) fait partie du droit de la famille aux États-Unis. Il survient lorsque, à la suite d'une décision d'un tribunal ou par entente entre les parties, les parents divorcés partagent à temps approximativement égal la garde de leur enfant entre leurs deux résidences 

## Analyses et impact
Le professeur de droit américain (Common law) Robert F. Cochran constate que le principe, qui veut que l'on détermine l'intérêt de l'enfant dans chaque cas particulier, a de nombreuses conséquences imprévues. À cause de ce principe des « meilleurs intérêts au cas par cas », les parents qui divorcent ne savent plus à l'avance lequel des nombreux critères qu'un juge pourrait retenir l'emportera lors du jugement. C'est pourquoi ils invoquent autant d'arguments négatifs que possible concernant l'autre parent et autant d'arguments positifs que possible en ce qui les concerne eux-mêmes. Ainsi, cette «incertitude est une source de conflits et de procès. Les conflits parentaux sont néfastes pour les enfants sur le plan émotionnel,,, surtout lorsque le conflit survient après la séparation des parents Si les procédures en justice concernant le droit de garde se multiplient à cause du principe «cas par cas», l'enfant risque non seulement davantage de souffrir du traumatisme qu'engendrent les conflits parentaux, mais également d'être impliqué dans ces procédures. 
La difficulté qu'il y a à déterminer l'intérêt de l'enfant est décrite par le juge principal Hood : «le principe de l'intérêt de l'enfant peut facilement être posé, mais son application dans un cas précis est une des charges les plus lourdes qui puissent être confiées à un juge.../... Il se rend compte qu'un autre juge, tout aussi compétent et tout aussi consciencieux, pourrait prendre une autre décision sur la base des mêmes données.». La garde doit être attribuée à un moment où une enquête fiable sur les parents menée par le juge ou par un expert dans le domaine de la santé mentale s'avère difficile, voire impossible. C'est un moment de stress anormal pour les parents et les enfants, et « le comportement des enfants envers les parents et vice versa ne ressemblera peut être guère à celui qu'ils adoptaient par le passé ou qu'ils adopteront à l'avenir. »,,
L'application dans la pratique du principe « au cas par cas », c'est-à-dire de déterminer l'intérêt de l'enfant séparément dans chaque cas individuel, apparaît donc en réalité obtenir l'effet contraire! Il serait donc plus dans l'intérêt de l'enfant de fixer une règle générale d'attribution légale de (l'autorité parentale et de) l'hébergement, qui enlèverait cette incertitude des parties qui les force à mener une lutte traumatisante pour les parents et pour les enfants.